# الحقوق النهرية
حقوق مياه النهر (أو ببساطة الحقوق النهرية) هو عبارة عن نظام لتخصيص وتوزيع حصص مياه النهر بين الأشخاص الذين يمكلون أ راضي على طول مسار النهر. أصل هذا النظام من القانون العام الإنجليزي، الحقوق النهرية توجد في العديد من الولايات القضائية التي يطبق فيها القانون العام مثل: كندا، استراليا، وبعض الولايات في شرق الولايات المتحدة.ملكية الأراضي المشتركة قد تتوزع إلى وحدة مجزئة، وهي شركة تتكون من مالكيّ الأرض على الشاطئ الذي يحتوي بالتأكيد على منطقة المياه وتعمل على تحديد استخداماتها.

## المبدأ العام
حسب قانون ضفتي النهر، فإن كل الأشخاص الذين يملكون أراضي وملكيات تحاذي النهر أو المياه لديهم الحق في استخدام المياه المتدفقة على ملكياتهم بشكل معقول. إذا كانت المياه لا تشبع جميع الأشخاص، فإن الحصص تكون ثابتة للكل بالنسبة لواجهة مصدر المياه. هذه الحقوق ليست للبيع أو التحويل بين القطع المجاورة ولكن إن لزم الأمر تكون بكميات محدودة وتابعة لنفس القطعة.
الماء لا يجوز تحويله خارج مجمع المياه بدون اعتبار لحقوق ملكية الأشخاص الآخرين. الحقوق النهرية تتضمن: بأن تملك مدخل للسباحة، الإبحار، الصيد، الحق بالوصول إلى نقطة على الملاحة، الحق بإقامة أبنية وهياكل، مثل: مرفأ، رصيف بحري، جسر للقوارب، والحق بالإستزادة من المياه المتدفق بسبب مستوى المياه المتذبذب، الحق بالحد من الاستخدام إذا كانت المياه غير صالحة للملاحة. الحقوق النهرية تعتمد أيضا على «الاستخدام المنطقي» من قبل الجميع للتأكد من أن جميع الأشخاص يحصلون على حصصهم وحقوقهم بعدالة وبالتساوي.

## إنجلترا وويلز
الهيئة البيئية أقامت وسجلت حقوق وواجبات بالنسبة للنهر في إنجلترا وويلز. الحقوق لمالك الأرض بالنسبة لمركز مجرى الماء ما لم يكن مملوكا لشخص آخر. وتتضمن: الحق بتدفق المياه بكمياتها وجودتها الطبيعية، الحق بحماية الملكية من الطوفان والأرض من التعرية وهذا بعد الاعتماد والموافقة من الهيئة، الحق بالصيد من مجرى المياه الخاص بك مالم يكن مباع أو مؤجر لصياد لديه ترخيص من الهيئة البيئية نفسها. الواجبات نتجت من نموذج يتضمن ما يلي:
•السماح بمرور وتدفق المياه دون أي عائق، تلوث، تحويل يؤثر في حصة وملكية الأخرين.

•الحفاظ على جرف وقاع المجرى وتصفيته من الفتتات الناتج عن تعرية الصخور سواء أكانت طبيعية أم صناعية.
•كن مسؤولا لحماية الأرض من الطوفان، ولا تتسبب في إيجاد العوائق المؤقتة أو الدائمة، وأمن ممر حر للصيد.
•تقبل زيادة تدفق المياه حتى وإن كانت فوق قدرة واستيعاب المجرى، لكن لا يوجد هناك أي مانع أو ضريبة لزيادة قدرة مجرى المياه للاستيعاب.

## الولايات المتحدة
الولايات المتحدة اعترفت بنوعين من حقوق المياه. بالرغم من استخدام متجاوز يتغير باستمرار من قبل الولايات، الولايات الغربية القاحلة مبدأ سبق الانتفاع، ويعرف أيضا بأول قدوم أو أول مستخدم، لكن حقوق المياه في الولايات الشرقية تتبع قانون ضفتي النهر.

### الحقوق النهرية
حسب القانون النهري (القانون العام) فإن المياه تعد مادة عامة، مثل: الهواء، أشعة الشمس، الحياة البرية. أي أنها غير مملوكة لأي جهة كانت، مثل: حكومة، ولاية، أو أفراد، لكنها تتضمن جزء من أرض. وما سقط عليها من السماء أو انتقل إليها من سطح الأرض.
عند تحديد حدود القانون النهري، هناك فرق واضح بين الماء الملاحيّ وغير الملاحيّ. الأرض التي تتبع الماء الملاحية هي ملكية للولاية، وتخضع لجميع القوانين والحقوق العاملة والنافذة في الولاية. الماء الملاحي يعامل كطريق عام مع حقوق حصرية تنتهي عند علامة المياه العالية العادية. يعني أنه أي حق نهري هو متبوع للقانون العام، لكن أي حق عام هو موضوع لقوانين سلطات الشرطة في الولاية. وهو ليس حق فردي أو حرية شخصية. ووجود الملاحة أسس ولاية بقوانين عكس القوانين العاملة بها الحكومة الفيدرالية، حيث أن القانون الفيدرالي حدد أغراض للملاحة، وتحتفظ الولايات بسلطة تحديد نطاق الملكية العامة على المياه الملاحية. بينما المياه غير الملاحية هي عكسها، أي أنها ملكية خاصة، أو ملكية مشتركة إذ إنها محاذية للحدود.
الولاية يمكنها الاختيار بأن تجرد نفسها من حق التملك لقاع مجرى المياه، لكن المياه واستخداماتها تبقى موضوعة تحت بند التجارة في دستور الولايات المتحدة الذي يعمل على التسهيل أو التكليف. من فوائد الحكومة الفيدرالية تنظيم التجارة في المياه الملاحية. الاستخدام المعقول للمياه والذي يخضع لقانون المياه النهرية هو موضوع لتأمين كمية مياه كافية وعالية الجودة.
منذ أن كانت جميع المياه السطحية تصب في محيط عام، الحكومة الفيدرالية نظمتها بشكل مرخص تحت قانون المياه، مثل قانون الهواء النظيف، وكانت تهتم فقط بالمياه العامة (الملاحية) لحماية التيار ومجرى المياه من التلوث.

## مشاركة الولايات
المحكمة الفيدرالية أدركت بأن قانون الولاية أسس توسيع للقانون العام النهري. في حال المياه الملاحية، محكمة بنسلفانيا العليا عرفته ب «علامة المياه المنخفضة العادية»، بحيث أنه لا يتأثر بالجفاف، أي أن ارتفاع المياه في «المرحلة العادية». الأرض التي تتبع علامة مياه منخفضة في النهر الملاحي تنتمي إلى حكومة الولاية في حال الثلاث عشرة ولاية الأصلية. والأراضي التي تقع بين علامة المياه العالية والمنخفضة في النهر الملاحي موضوعة لسلطات الشرطة في الولايات. في حال الثلاث عشرة ولاية الأصلية، وبناء على موافقة دستور الولايات المتحدة، فإن حق هذه الأراضي المغمورة تبقى تابعة للعديد من الولايات المشابهة من حيث كونها كأرض جديدة مكتسبة من قبل الولايات المتحدة، سواء من شراء أو اتفاق، الحق هو للطرق السريعة ولأغراض الملاحة، وللمد والجزر.
المياه نفسها أصبحت مخولة للولاية ما لم يكن هناك تحويل للملكية بشكل قانوني إلى ملكية خاصة من قبل الزارع المالك. خلال الفترة الإقليمية، الولايات المتحدة حملت هذه الحقوق بأمانة إلى فوائد في المستقبل بدأت باقتطاع من الأراضي التابعة للدولة. وكل من الولايات تحولت إلى اتحاد بأساس متساوي مع الثلاث عشرة ولاية الأصلية، مع ذلك، خلال الفترة الإقليمية، الولايات المتحدة حددت أراضي معينة تحت ظروف محددة تمثلت بتعزيز التجارة.
ملكية الأراضي المغمورة بمياه ملاحية كانت تحل من قبل مجلس الكونغرس من خلال البحث في قانون الأراضي المغمورة والذي أكد ملكية الدولة للقيعان والمد والجزر والملاحة في المياه، بينما نقل القانون ملكية الأرض إلى الولاية. المياه الجارية غير الملاحية تعتبر كأنها أرض جافة محاذية للولايات المجاورة. الماه موضوع للجزر والمد والتدفق حتى وإن كانت غير ملاحية فإنها تعتبر خلال الولاية أيضا، لكن الملكية المستمرة والاستخدام العام للمد والجزر وحدود الأراضي هي أساس قانون الولاية.